# Hokkaido Railway Company
Hokkaidō Railway Company (北海道旅客鉄道株式会社?, Hokkaidō Ryokaku Tetsudō Kabushiki-gaisha), spesso chiamata anche JR Hokkaido è una compagnia ferroviaria giapponese facente parte del Japan Railways Group.

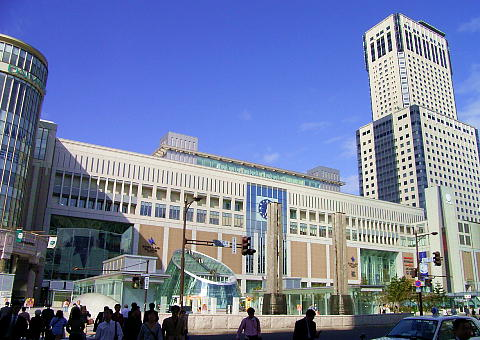
Stazione di Sapporo

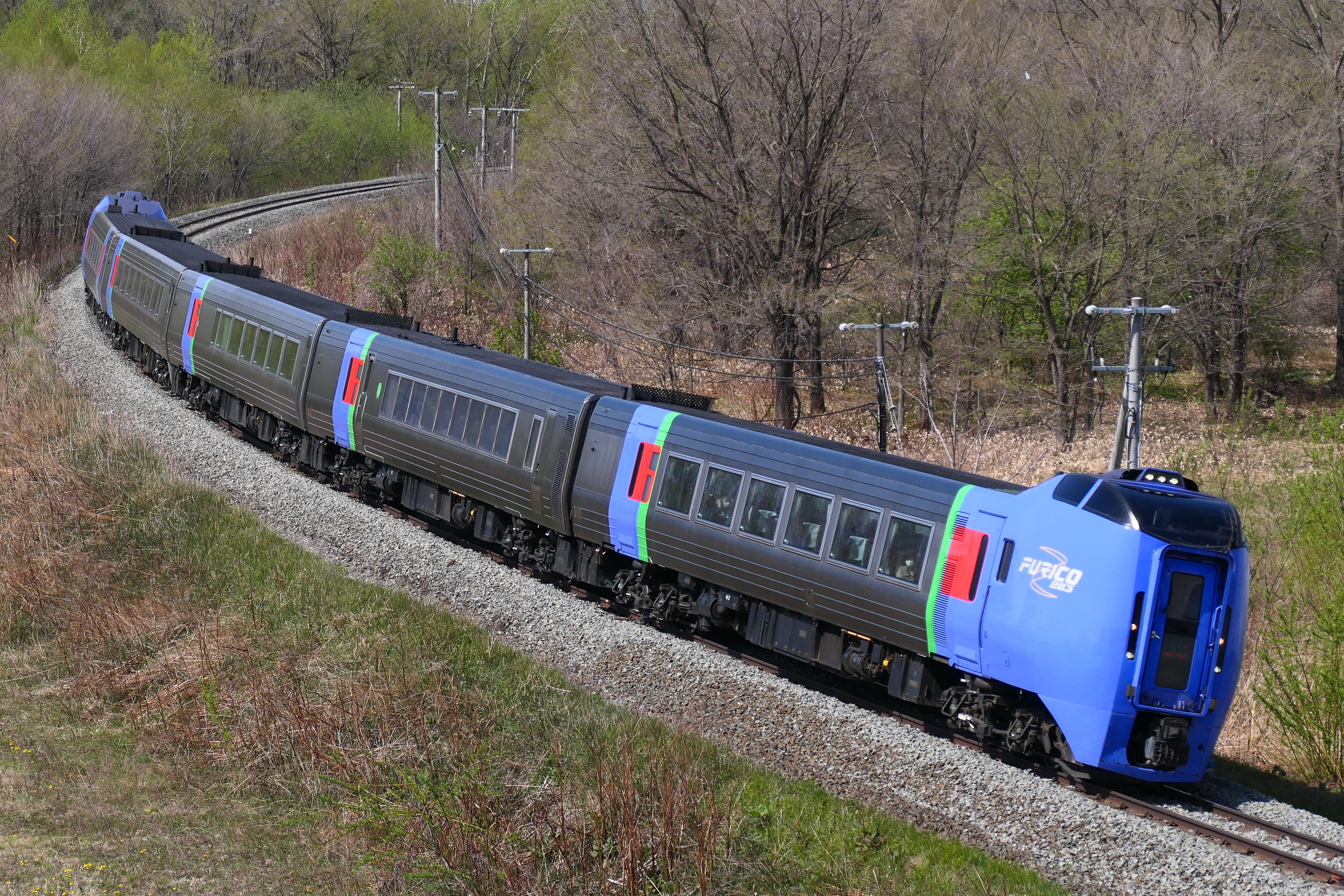
KiHa Serie 283 DMU "Ōzora" (Grande Carro)

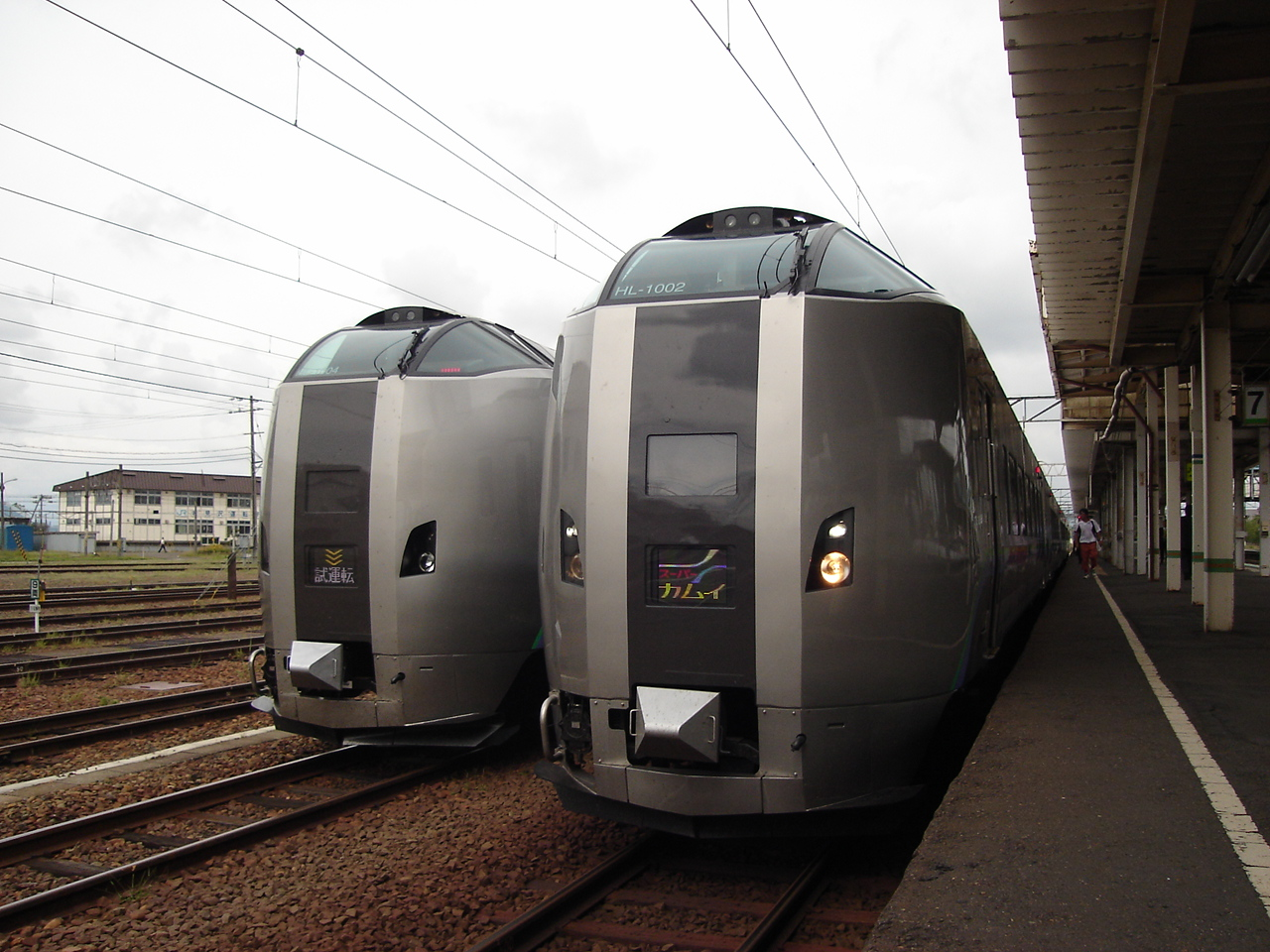
Serie 789-1000 EMU "Super Kamui"

In totale la rete ferroviaria dell'Hokkaido è lunga 2834,7 km.

## Linee ferroviarie

### Linee in servizio
| Nome                      | Giapponese       | Stazioni | Lunghezza        | Soprannome                                    | Note                                       |
| Linee Shinkansen          | Linee Shinkansen | Linee Shinkansen | Linee Shinkansen | Linee Shinkansen                              | Linee Shinkansen                           |
| ------------------------- | ---------------- | --- | ---------------- | --------------------------------------------- | ------------------------------------------ |
| Hokkaidō Shinkansen       | 北海道新幹線     | Shin-Aomori - Oku-Tsugaru - Kikonai - Shin-Hakodate                                                                                         | 148,.9 km        |                                               |                                            |
| Linee principali          |                  | |                  |                                               |                                            |
| Linea principale Hakodate | 函館本線         | Hakodate - Goryōkaku - Ōnuma - Mori - Oshamanbe - Kutchan - Otaru - Sen - Sapporo - Shiroishi - Iwamizawa - Takikawa - Fukagawa - Asahikawa | 423,1 km         |                                               |                                            |
| Linea principale Hakodate | 函館本線         | Ōnuma - Watarishima-Sawara - Mori | 35,3 km          | Linea Sawara                                  |                                            |
| Linea principale Hakodate | 函館本線         | Nanae - Ōnuma | 13,2 km          | Linea Fujishiro                               | Verso Hakodate                             |
| Linea Chitose             | 千歳線           | Numanohata - Minami-Chitose - Chitose - Shiroishi                                                                                           | 60,2 km          |                                               |                                            |
| Linea Chitose             | 千歳線           | Minami-Chitose - Shin-Chitose-Kūkō | 2,6 km           | Linea Aeroporto                               | aperta dopo la privatizzazione di JR       |
| Linea Sekishō             | 石勝線           | Minami-Chitose - Oiwake - Shintoku | 132,4 km         |                                               |                                            |
| Linea Sekishō             | 石勝線           | Shin-Yūbari - Yubari | 16,1 km          | Linea Yubari                                  |                                            |
| Linea principale Muroran  | 室蘭本線         | Oshamanbe - Higashi-Muroran - Tomakomai - Numanohata - Oiwake - Iwamizawa                                                                   | 211,0 km         |                                               |                                            |
| Linea principale Muroran  | 室蘭本線         | Higashi-Muroran - Muroran | 7,0 km           | Diramazione Muroran                           |                                            |
| Linea principale Nemuro   | 根室本線         | Takikawa - Furano - Shintoku - Stazione di Obihiro - Ikeda - Stazione di Kushiro - Higashi-Kushiro - Nemuro                                 | 443,8 km         | Linea Hanasaki (fra Kushiro e Nemuro)         |                                            |
| Linee secondarie          |                  | |                  |                                               |                                            |
| Linea Esashi              | 江差線           | Goryōkaku - Kikonai | 37,8 km          | Linea Tsugaru-Kaikyō (da Goryōkaku a Kikonai) |                                            |
| Linea Kaikyō              | 海峡線           | Naka-Oguni - Tsugaru-Imabetsu - Kikonai | 87.8 km          | Linea Tsugaru-Kaikyō                          | aperta dopo la privatizzazione di JR       |
| Linea Sasshō              | 札沼線           | Sōen - Shin-Totsukawa | 76.5 km          | Linea Gakuentoshi                             |                                            |
| Linea principale Hidaka   | 日高本線         | Tomakomai - Samani | 146,5 km         |                                               |                                            |
| Linea principale Rumoi    | 留萌本線         | Fukagawa - Rumoi - Mashike | 66,8 km          |                                               |                                            |
| Linea Furano              | 富良野線         | Furano - Asahikawa | 54,8 km          |                                               |                                            |
| Linea principale Sōya     | 宗谷本線         | Asahikawa - Nayoro - Otoineppu - Horonobe - Wakkanai                                                                                        | 259,4 km         |                                               | la più lunga linea secondaria del Giappone |
| Linea principale Sekihoku | 石北本線         | Shin-Asahikawa - Kitami - Engaru - Abashiri                                                                                                 | 234,0 km         |                                               |                                            |
| Linea principale Senmō    | 釧網本線         | Higashi-Kushiro - Shibecha - Mashu - Shiretoko-Shari - Abashiri                                                                             | 166.2 km         |                                               |                                            |

### Linee ad alta velocità
| Linea               | Giapponese       | Stazioni                                                               | Lunghezza        | Apertura prevista | Note                                                                                            |
| Linea Shinkansen    | Linea Shinkansen | Linea Shinkansen                                                       | Linea Shinkansen | Linea Shinkansen  | Linea Shinkansen                                                                                |
| ------------------- | ---------------- | ---------------------------------------------------------------------- | ---------------- | ----------------- | ----------------------------------------------------------------------------------------------- |
| Hokkaidō Shinkansen | 北海道新幹線     | Shin-Hakodate - Oshamanbe - Kutchan - stazione di Shin-Otaru - Sapporo | 211,3 km         | inizio 2030       | La lunghezza è una stima La sezione Shin-Hakodate - Sapporo non è ancora in costruzione al 2013 |

### Linee ferroviarie soppresse
L'isola di Hokkaidō in passato possedeva un grande numero di linee ferroviarie, che nel corso degli ultimi decenni sono state via via smantellate per diverse ragioni, fra cui i bassi profitti e la lentezza nei confronti dei mezzi su gomma. Oltre a queste linee, in Hokkaido sono esistite molte altre ferrovie durante il periodo delle Ferrovie Nazionali Giapponesi, soppresse prima della privatizzazione della compagnia, e quindi non indicate in questa tabella.
| Linea                           | Giapponese               | Stazioni                                   | Lunghezza                | Data chiusura            | Note                                                       |
| Linee regionali speciali        | Linee regionali speciali | Linee regionali speciali                   | Linee regionali speciali | Linee regionali speciali | Linee regionali speciali                                   |
| ------------------------------- | ------------------------ | ------------------------------------------ | ------------------------ | ------------------------ | ---------------------------------------------------------- |
| Linea Horonai                   | 幌内線                   | Iwamizawa - Ikushunbetsu                   | 18.1 km                  | 13 luglio 1987           | sostituita da servizi su gomma di Hokkaidō Chūō Bus        |
| Linea Horonai                   | 幌内線                   | Mikasa - Horonai                           | 2.7 km                   | 13 luglio 1987           | sostituita da servizi su gomma di Hokkaidō Chūō Bus        |
| Linea Matsumae                  | 松前線                   | Kikonai - Matsumae                         | 50.8 km                  | 1º febbraio 1988         | sostituita da servizi su gomma di Hakodate Bus             |
| Linea Kashinai                  | 歌志内線                 | Sunagawa - Kashinai                        | 14.5 km                  | 24 aprile 1988           | sostituita da servizi su gomma di Hokkaidō Chūō Bus        |
| Linea Shibetsu                  | 標津線                   | Shibecha - Nemuro-Shibetsu                 | 69.4 km                  | 30 aprile 1989           | sostituita da servizi su gomma di Akan Bus                 |
| Linea Shibetsu                  | 標津線                   | Nakashibetsu - Attoko (diramazione)        | 47.5 km                  | 30 aprile 1989           | sostituita da servizi su gomma di Nemuro Trasporti         |
| Linea principale Nayoro         | 名寄本線                 | Nayoro - Mombetsu - Engaru                 | 138.1 km                 | 1º maggio 1989           | sostituita da servizi su gomma di Meishi Bus e Hokumon Bus |
| Linea principale Nayoro         | 名寄本線                 | Nakayubetsu - Yubetsu (diramazione)        | 4.9 km                   | 1º maggio 1989           | sostituita da servizi su gomma di Meishi Bus e Hokumon Bus |
| Linea Temboku                   | 天北線                   | Otoineppu - Hamatombetsu - Minami-Wakkanai | 148.9 km                 | 1º maggio 1989           | sostituita da servizi su gomma di Sōya Bus                 |
| Linea Chihoku                   | 池北線                   | Ikeda - Kitami                             | 140.0 km                 | 4 giugno 1989            | gestione subentrata alla Ferrovia Hokkaidō Chihoku Kōgen   |
| Tronchi di linea                |                          |                                            |                          |                          |                                                            |
| Linea principale Hakodate       | 函館本線                 | Sunagawa - Kami-Sunagawa                   | 7.3 km                   | 16 maggio 1994           | Chiamata "diramazione Kami-Sunagawa"                       |
| Linee secondarie                |                          |                                            |                          |                          |                                                            |
| Linea Fukana                    | 深名線                   | Fukagawa - Horokanai - Nayoro              | 121.8 km                 | 4 settembre 1995         | sostituita da servizi su gomma di JR Bus Hokkaido          |
| Servizi di traghettamenti treni |                          |                                            |                          |                          |                                                            |
| Traghetto Seikan                | 青函航路                 | Aomori - Hakodate                          | 113.0 km                 | 19 settembre 1988        | sostituito dalla linea Tsugaru-Kaikyō\|-                   |